# Worms (computerspel uit 1995)
Worms is een computerspel ontwikkeld door Team17 en uitgegeven door Ocean Software voor de Amiga, Game Boy, MS-DOS en de PlayStation. Het strategiespel is uitgekomen op 31 oktober 1995 en verscheen in opvolgende jaren voor meerdere platforms.

## Spel
Het spel is een strategisch artillerie-spel waarin de speler een team van wormen bestuurt die het opnemen tegen een vijandelijk team wormen. In het spel vuurt de speler beurtelings diverse wapens af op het vijandelijke team. In het totaal zijn er ruim 50 wapens die de speler tot zijn beschikking heeft. Het spel is gewonnen wanneer het andere team volledig is uitgeschakeld.

## Ontvangst
Worms ontving positieve recensies en werd een commercieel succes. Men prees de vermakelijke en humoristische gameplay. Het spel is eenvoudig te begrijpen en werd uniek genoemd. Enige kritiek was er op de trage voortgang wanneer het spel in een groep met meerdere spelers wordt gespeeld.

## Trivia
- Het spel is opgenomen in het boek 1001 Video Games You Must Play Before You Die van Tony Mott.